# NGC 588
NGC 588 este o nebuloasă de emisie și un roi deschis situat în galaxia Triunghiului, constelația Triunghiul. Acest obiect a fost descoperit în 2 octombrie 1861 de către Heinrich Louis d'Arrest.